# بيتر كول
بيتر كول (بالألمانية: Peter Kohl)‏ (و. 1965  م) هو مؤلف، وكاتب ألماني، ولد في لودفيغسهافن.